# غثيان وقيء بعد العملية الجراحية
الغثيان والقيء بعد العملية الجراحية هي المضاعفات التي تؤثر على حوالي 10% من الأشخاص الذين يخضعون للتخدير العام.

## أسبابه
عادة ما تستخدم الأدوية المسببة للقئ في التخدير مثل أكسيد النيتروس، فيسوستيغمين وأشباه الأفيونيات، ومخدر بروبوفول الذي يحقن في الوريد وهو حاليا أقل مخدر يُسبب القئ. ويعتقد أن هذه الأدوية تعمل على تحفيز منطقة (CTZ) والتي تحتوي على مستقبلات كيميائية التي تُسبب القئ. تقع هذه المنطقة على أرضية البطين الرابع وهي خارج الحاجز الدموي الدماغي. وهذا يجعل من تلك المنطقة حساسة لأي تحفيز دوائى أو أي سموم. وهناك العديد من الناقلات العصبية مثل الهستامين، الدوبامين، السيروتونين، أستيل كولين، ونيوركينين-1 المكتشفة حديثا التي تؤثر على تلك المنطقة.

### عوامل الخطر
قارنت دراسة أجريت عام 2008 على 121 مريضا يابانيا عانوا من الغثيان والقيء بعد العملية الجراحية بعد إعطاءهم البروبوفول ( مخدر عام ) إلى 790 شخصا لم يعانو إطلاقا من الغثيان والقيء بعد العملية الجراحية بعد استخدامهم ذلك المخدر.
تدخل عوامل المريض، والعوامل الجراحية، وعوامل التخدير كأحد عوامل الخطر المسببة للغثيان والقيء بعد العملية الجراحية. حيث أُثبت أن طول العملية الجراحية تسبب الغثيان والقئ. وخاصة العمليات الجراحية التي يتم إجراءها على منطقة البطن. عمليات الأنف والحنجرة لديها مخاطر متزايدة بسبب تورط النظام الدهليزي. بالإضافة إلى جرعة المخدر التي تُعطى للمريض أثناء الجراحة تلعب دورا كبيرا في حدوث القئ بعد العملية الجراحية.
المرضى الذين لديهم تاريخ من الغثيان بعد العملية الجراحية وخاصة الإناث منهم هم عرضه أكثر من غيرهم لحدوث القئ بعد العمليات الجراحية. على العكس من المدخنين فإن معدل حدوث القئ بعد العملية منخفض وكذلك كبار السن لا يعانون من تلك الظاهرة بشكل كبير.
ومن عوامل حدوث القئ بعد العملية الجراحية: السمنة، دوار الحركة والقلق قبل الجراحة وعندما يكون عمر الشخص أقل من 16 عاما.

## العلاج
لا يوجد حاليا مضاد قيء متاح بشكل فعال، وبالتالي أوصى الأطباء باستخدام نمط معين في التخدير حيث يقلل من تلك الظاهرة وذلك باستخدام التخدير الموضعي وتجنب الأدوية التي تسبب التقيؤ. الأدوية المستخدمة لعلاج ومنع الغثيان والقيء بعد العملية الجراحية محدودة من حيث التكلفة والآثار الضارة. المرضى الذين يعانون من عوامل الخطر ربما يُبرر لهم استخدام العلاج الوقائي.

### الصيام قبل الجراحة
من إرشادات الصيام عدم تناول أي سائل عن طريق الفم قبل ساعتين إلى ست ساعات قبل الجراحة. ومع ذلك، فقد ثبت في تحليل بأثر رجعي كبير في مستشفى تورباي أن السوائل الفموية غير المقيدة يمكن أن تقلل بشكل كبير من حدوث الغثيان والقئ بعد العملية الجراحية دون زيادة المخاطر في النتائج السلبية.

### أدوية
منها : دروبيريدول، ميتوكلوبراميد، أوندانسيترون، ديكساميتازون، سايكليزين.
لا ينصح باستخدام جرانيسترون وديكساميتازون وذلك بسبب ارتفاع معدل الآثار الجانبية.

### الطب البديل
جنبا إلى جنب مع الأدوية المضادة للقئ، وجدت دراسة أن تطبيق بيريكارديوم ميريديان ( يستخدم العلاج بالإبر ) أنتجت تأثير إيجابي في تخفيف الغثيان بعد العملية الجراحية. بينما وُجدت دراسة أخرى عدم وجود فرق ذو دلالة إحصائية. النوعين العامين من العلاج هما العلاج بالإبر الشرياني واستخدام نقطة P6. وجدت دراسة في عام 2015 أنه لا يوجد فرق كبير بين استخدام أي علاج في الوقاية من الغثيان والقيء بعد العملية الجراحية.

## علم الأوبئة
يتراوح حدوث الغثيان والقيء بعد العملية الجراحية في المتوسط ما بين 25 و 30٪ [كوهين 1994]. حيث يعتبر الغثيان والقيء بعد العملية أحد أكثر الأشياء التي يشتكي منها المرضى، وبالتالي هو واحد من همومهم الرئيسية [ماكاريو 1999]. وقد ارتبط القيء بالمضاعفات الرئيسية مثل «الطموح الرئوي لمحتوى المعدة» وقد يعرض النتائج الجراحية للخطر بعد إجراءات معينة، على سبيل المثال بعد جراحة الوجه والفكين يمكن أن يؤخر الغثيان والقيء من عملية التفريغ.